# Gefangenenerschießungen im Luitpold-Gymnasium
Als Gefangenenerschießung werden Morde an zehn Personen im Luitpold-Gymnasium in München am 30. April 1919 bezeichnet, die durch Angehörige der Roten Armee der Räterepublik verübt wurden.

## Vorgeschichte

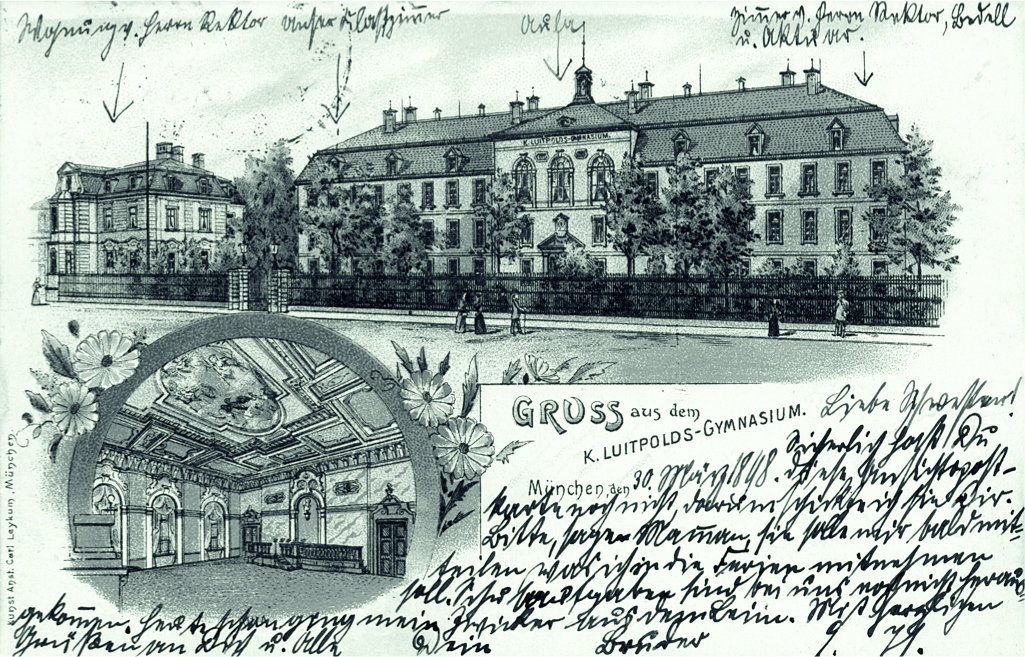
Luitpold-Gymnasium, 1898

Seit dem 7. April 1919 gab es die Münchner Räterepublik unter gemäßigter sozialistischer Führung, seit 13. April unter kommunistischer Führung.
Die rechtsextreme Thule-Gesellschaft engagierte sich intensiv zu deren Bekämpfung. In deren Quartier im Hotel Vier Jahreszeiten wurden durch Vertreter der Räteregierung ein Waffenlager, gefälschte Stempel mit der Unterschrift des Stadtkommandanten Rudolf Egelhofer, der Stadtkommandantur und der Eisenbahn, sowie deren Mitgliederkartei gefunden. Mitglieder der Gesellschaft hatten mit gefälschten Papieren in der Stadtkommandantur, in der KPD und in der Roten Armee Informationen sammeln können und diese an die gegnerische Exilregierung in Bamberg weitergeleitet.
Am 26. April wurden einige Mitglieder festgenommen, viele andere waren vorher gewarnt worden. Sie wurden durch den Oberkommandierenden Rudolf Egelhofer im Beisein des Rätevertreters Max Levien verhört und anschließend in das Polizeipräsidium gebracht. Am 28. April wurden sie in das Luitpold-Gymnasium verlegt, das als provisorische Kaserne der Roten Armee diente. Dort waren weitere Gefangene untergebracht. Am 29. Oktober wurde der Freikorps-Angehörige Teuchert in seinem Privatauto (auf Erkundungstour) festgenommen.
Am Abend dieses Tages gab es Informationen über die Ermordung von elf Rotarmisten als Geiseln bei der Eroberung Grünwalds durch die Regierungstruppen.
Daraufhin gab es die Forderung nach entsprechenden Vergeltungsmaßnahmen an eigenen Gefangenen. Wer dazu die entscheidenden Befehle erteilte, ist nicht ganz klar, ob der Oberkommandierende Rudolf Egelhofer oder der örtliche Kommandant Fritz Seidel, oder beide.

## Exekutionen

### Unstrittige Abläufe
Gegen 10 Uhr wurden die beiden Husaren des Freikorps erschossen. Gegen 16 Uhr wurden sechs Angehörige der Thule-Gesellschaft und ein Anwärter ausgewählt. Zu dieser Gruppe begab sich freiwillig der Kunstprofessor Ernst Berger, der offenbar deren Bedeutung falsch eingeschätzt hatte.
Diese wurden danach einzeln erschossen.

### Genaue Abläufe
Über weitere Details der Geschehnisse gab es zahlreiche Zeugenaussagen bei den folgenden Gerichtsprozessen.
Viele von ihnen waren wahrscheinlich korrekt, einige können im Einzelfall auch ungenau gewesen sein.
Es gab keine größeren Misshandlungen der Opfer vor deren Erschießung. Auch wesentliche Verstümmelungen oder Schändungen der Toten danach gab es nicht, obwohl dies zunächst in einigen Zeitungen behauptet worden war.

## Folgen

### Reaktionen
Der Schriftsteller und Rätemitglied Ernst Toller besichtigte die Toten als einer der ersten in einem Schuppen. Danach wurden sie in ein Leichenschauhaus gebracht.
Er distanzierte sich von der Tat, wie auch andere Vertreter und Sympathisanten der Räterepublik.
Gerüchte über die bestialische Ermordung von Geiseln mit Verstümmelungen wurden bald durch München verbreitet. Sie erzeugten eine gewaltige Ablehnung in vielen Teilen der Bevölkerung, zum Beispiel auch bei Thomas Mann und dem späteren Papst Eugen Pacelli.
Sie wurden von den gegnerischen Vertretern übertrieben und für eine intensive Propaganda gegen den angeblichen Terror der Räterepublik verwendet.

### Rückeroberung Münchens
Die bevorstehende Eroberung Münchens wurde um einen Tag auf den 1. Mai vorgezogen, der eigentlich als Friedenstag eingehalten werden sollte. Dabei wurden viele Hundert Menschen getötet, darunter zahlreiche unbeteiligte Zivilisten, einige auch grausam misshandelt.

### Bestrafung der Täter
Ein beteiligter Soldat an der Gefangenenerschießung tötete sich noch am 30. April, der Befehlshaber Rudolf Egelhofer wurde am 3. Mai ohne Gerichtsurteil erschossen, weitere acht beteiligte Soldaten wurden in den folgenden drei Gerichtsprozessen zum Tode verurteilt und hingerichtet, weitere zu Zuchthausstrafen verurteilt. (Bei den wenigen Gerichtsverfahren gegen Beteiligte der zahlreichen Morde bei der Rückeroberung Münchens gab es keine Todesstrafe und nur wenige Verurteilungen.)

### Ehrungen für die Opfer
Für die ermordeten Gefangenen gab es Ehrungen, Gedenktage und eine Gedenktafel.
Nach 1933 wurden sie zu den ersten Blutzeugen der nationalsozialistischen Bewegung erklärt und entsprechend gewürdigt. 1936 wurden vier Straßen in München nach einzelnen Opfern benannt, die bis heute so heißen (Hella-von-Westarp-Straße).
Bis in die Gegenwart wird der Geiselmord im Luitpold-Gymnasium in einigen geschichtlichen Darstellungen historisch ungenau als Beleg für den Terror der Räterepublik dargestellt.

## Opfer

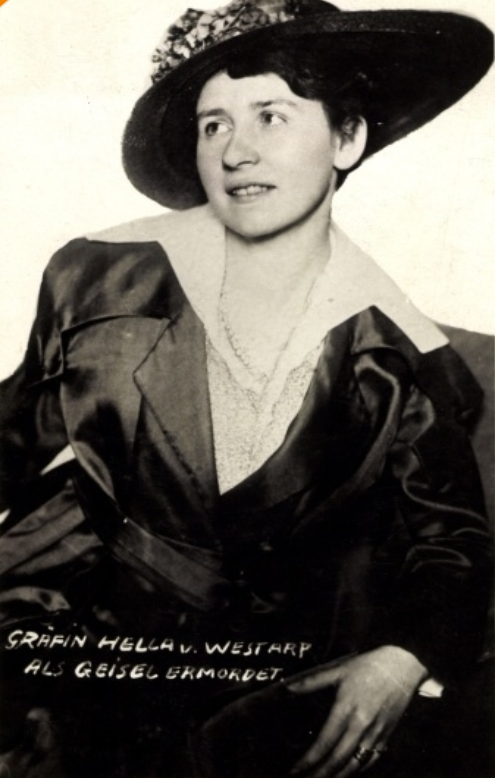
Heila Gräfin von Westarp

Ermordet wurden, in der Reihenfolge der Erschießung
- Walter Hindorf (* 1900), Husar im Freikorps aus Weißenfels an der Saale
- Fritz Linnenbrügger (* 1878), Gefreiter der Husaren des Freikorps, aus Bielefeld

- Anton Daumenlang (* 1870), Mitglied der Thule-Gesellschaft, Eisenbahn-Obersekretär aus Königshofen
- Walter Deike (* 1894), Mitglied der Thule-Gesellschaft, kriegsbeschädigter Kunstgewerbezeichner, ursprünglich aus Magdeburg, war wahrscheinlich an den Dolumentenfälschungen beteiligt
- Franz Karl Freiherr von Teuchert (* 1900), Freiwilliger beim Freikorps Regensburg, Anwärter der Thule-Gesellschaft
- Ernst Berger (1857–1919), Kunstmaler und Kunstprofessor, ursprünglich aus Wien, hatte ein Plakat der Räteregierung versucht abzureißen, hatte sich selbst in die Gruppe der Erschießungsopfer begeben
- Walter Neuhaus (* 1892), kriegsbeschädigter Kunstgewerbler, Bildhauer und Mitbegründer der Thule-Gesellschaft, ursprünglich aus Bothsabello, Transvaal
- Friedrich Wilhelm Freiherr von Seydlitz (* 1891), Kunstmaler, ursprünglich aus Schlesien
- Hella Gräfin von Westarp (1886–1919), Sekretärin der Thule-Gesellschaft
- Gustav Franz Maria Prinz von Thurn und Taxis (1888–1919), Mitglied der Thule-Gesellschaft, ursprünglich aus Dresden